# L'Armure de jade
L'Armure de jade est une série télévisée d'animation française produite par TeamTO.
La série est diffusée en France depuis 2022 sur France 4, Okoo et Cartoon Network. En Belgique, la série est diffusée sur Ouftivi.
La série est renouvelée pour une seconde saison.

## Synopsis
Lan Jun, une adolescente, hérite de l'armure de jade. Elle doit affronter de nombreux ennemis dans la ville de Ban Tang et notamment réunir les éclats du Spectre Rouge pour sauver sa mère et est aidée par les Beasticons, des animaux magiques légendaires et peut compter sur ses amis Theo et Alisha.

## Personnages
- Lan Jun Ya (L.J.) : le personnage principal de la série. Elle vit avec son père, sa grand-mère et son arrière-grand-mère. Elle est la huitième Jade à porter l'armure de jade, qu'elle a hérité de sa mère.
- Beasticons : Ce sont des créatures magiques liées à l'armure mystique portée par des guerriers tels que Jade et le Spectre Rouge, qui confèrent à leurs propriétaires les pouvoirs des éléments auxquels ils sont liés dès que leur porteur se transforme. En tant que Jade, Lan Jun peut compter sur Shenwu, Chinlon, Zuchue et Baihu.
  - Shenwu : La Tortue de l'Air, reliée au plastron de Jade. Il est la voix de la raison au sein de l'équipe et a tendance à se disputer avec Lan Jun à propos de son comportement, même s'il alterne entre être autoritaire et avoir raison.
  - Chinlon : Le Dragon d'Eau, relié aux gants de Jade. Il a un comportement calme et aime parfois donner des discours philosophiques.
  - Zuchue : L'Oiseau de Feu, relié au casque de Jade. Elle comprend très bien les passions adolescentes de Lan Jun, étant l'aînée des quatre Beasticons.
  - Baihu : Le Tigre de Terre, relié aux bottes de Jade. Elle est la plus petite des Beasticons et ne peut donc pas parler, mais elle est toujours d'une grande aide lorsque Lan Jun a besoin d'elle.
- Alisha Gray : une des meilleures amies de Lan. Elle est souvent sur son téléphone[3].
- Theodore Khan (Theo) : un des meilleurs amis de Lan. Il aime le bubble tea[3].
- Liam Green : le père de Lan Jun, qui était toujours à l'étranger pour travailler avant le début de la série.
- Xin Qi : la mère de Lan Jun, qui a disparu après les événements de la destruction de l'armure du Spectre Rouge. Elle était l'ancienne Armure de jade avant Lan Jun et n'a pas été revue depuis.
- Zhi Xuan : la grand-mère de Lan Jun.
- Grand-mère : l'arrière-grand-mère de Lan Jun.
- Le Spectre Rouge : l'antagoniste principal. Il cherche à réunir les fragments de son armure pour se libérer de la malédiction qui le bloque à l'état liquide[2].
- Wu : le concierge de l'école et acolyte du Spectre Rouge. Il le transporte souvent dans un seau ou une bouteille quand il est liquide.
- Mme Bao/Tigresse : Une commerçante plutôt méchante mais douée en magie qui possède la boutique Oddities. Elle est aussi la maléfique Tigresse, un voleur qui capture des créatures magiques et des objets de grande valeur. De plus, elle a une fille nommée Pearl.
- Pearl/Lynx : Une camarade de classe de Lan Jun. Elle est toujours vue avec ses amies Lucy et Jasmine. Plus tard dans la série, il obtient son propre costume et son alter ego, Lynx.
- Xinyan : Le Singe de Bois, était à l'origine le Beasticon attaché au plastron de l'armure du Spectre Rouge. Après avoir récupéré un fragment lorsque son détenteur a été vaincu, il vit librement et utilise ses pouvoirs pour tenter de permettre aux animaux et aux Beasticons de régner sur les humains, se vengeant de l'humanité pour les abus auxquels Spectre Rouge l'a soumis.
- Kai Zhu : le camarade de classe de Lan Jun, pour qui elle a le béguin. Il est le fils d'une famille riche qui possède l'entreprise d'électricité Ban Tang.

## Distribution
- Issia Lorrain : Lan Jun[4]
- Pascal Nowak : Theodore Khan
- Corinne Welong : Alisha Gray, Miss Bao/La Tigresse
- Eilias Changuel : Le Spectre Rouge
- Alexandre Nguyen : Kai
- Marie Chevalot : Mme Leloir
- Frédéric Souterelle : Chinlon
- Magalie Rosenzweig : Nainai
- Doang Geneviève : Zuchue

 Source et légende : version française (VF) sur RS Doublage

## Épisodes
| Saison | Épisodes | France           | France           |
| Saison | Épisodes | Début de saison  | Fin de saison    |
| ------ | -------- | ---------------- | ---------------- |
| 1      | 26       | 7 septembre 2022 | 30 novembre 2022 |

### Saison 1 (2021)
| Numéro de l'épisode | Titre français             | Résumé | Première diffusion |
| ------------------- | -------------------------- | --- | ------------------ |
| 1                   | Le Don                     | Le jour où Lan découvre qu'elle est la nouvelle Jade, un éclat lui fait revivre la même journée en boucle. | 7 septembre 2022   |
| 2                   | Le Désordre                | Lan Jun n'a pas rangé sa chambre bien que sa grand-mère l'ait prévenue et cela lui porte malchance. | 7 septembre 2022   |
| 3                   | La Conversation            | Alors que Lan est sur le point de révéler à son père qu'elle est Jade, le Spectre Rouge utilise un haut-parleur et réduit la ville au silence.                                                                       | 14 septembre 2022  |
| 4                   | L'Œil du tigre             | Quelqu'un usurpe l'identité de Jade et la fait passer pour une criminelle. | 14 septembre 2022  |
| 5                   | Le Beasticon rebelle       | Depuis qu'il s'est affranchi du Spectre Rouge, le Beasticon Xinyan déteste les humains. | 21 septembre 2022  |
| 6                   | La Gravité de la situation | Un éclat infecte un dé du tournoi de Mahjong des grands-mères et le Spectre Rouge s'en empare, Jade doit l'arrêter.                                                                                                  | 21 septembre 2022  |
| 7                   | Les Marionnettes           | Jade n'arrive pas à se concentrer dans les exercices de Qi Gong de ses grands-mères. Pendant ce temps, le Spectre Rouge forme une armée de marionnettes.                                                             | 28 septembre 2022  |
| 8                   | Le Kidnapping              | La Fontaine du Souvenir efface les souvenirs des habitants, ce qui fait que personne ne se souvient des crimes de la Tigresse.                                                                                       | 28 septembre 2022  |
| 9                   | Motus et bouches cousues   | Lan Jun peut compter sur Theo et Alisha pour garder son identité secrète mais un éclat dans un carnet révèle les secrets les plus intimes de ceux qui le touchent et son secret risque d'être révélé.                | 5 octobre 2022     |
| 10                  | L'Ascension de Xinyan      | Un éclat rend Xinyan géant et Jade minuscule. | 5 octobre 2022     |
| 11                  | Que le spectacle continue  | Theo joue dans une pièce de théâtre mais un éclat s'est glissé dans un projecteur. | 12 octobre 2021    |
| 12                  | Le Chaton                  | Lan et Theo caressent un chaton qui leur fait échanger de corps. Lan ne peut plus se transformer en Jade tandis que Theo ne sait pas bien s'en servir.                                                               | 12 octobre 2021    |
| 13                  | La Station                 | Une ancienne station météo renfermant un éclat dérègle la météo de Ban Tang. Les Beasticons tombent malades et Jade cherche un remède.                                                                               | 19 octobre 2022    |
| 14                  | La Classe tout risque      | Lan Jun emprunte les dés fétiches de sa grand-mère et se les fait confisquer à l'école. Après l'école, elle utilise avec Kai une clé passe-partout contenant un éclat qui rend réel tout ce qu'ils imaginent.        | 19 octobre 2022    |
| 15                  | Le Parfum                  | Lan cherche un parfum ayant appartenu à sa mère dans une brocante comprenant un éclat. | 26 octobre 2021    |
| 16                  | La Convention des héros    | Lan participe à la convention des héros mais le Spectre Rouge a piégé le lieu et enfermé tout le monde comme dans un jeu d'évasion. Lan doit trouver une solution sans révéler son identité secrète.                 | 26 octobre 2021    |
| 17                  | Le Beastibot               | Lan devient accro au jeu vidéo "L'armure de Jade" et n'arrive pas à vaincre un joueur et pendant ce temps, elle ne fait pas bien son travail de Jade.                                                                | 2 novembre 2022    |
| 18                  | Le Fruit                   | Un éclat transporte Lan dans un univers parallèle. Elle est un couple avec Kai et n'est pas Jade car sa mère l'est toujours.                                                                                         | 2 novembre 2022    |
| 19                  | Le Singe infiltré          | Xinyan est pris au piège par Wu et Jade le sauve. | 9 novembre 2022    |
| 20                  | Le Bracelet de l'amitié    | Lynx trouve une bobine de fil imprégnée d'un éclat et s'en sert pour faire des bracelets d'amitié pour elle et Jun.                                                                                                  | 9 novembre 2022    |
| 21                  | Le Filtre                  | Alisha aide Jun à développer la visibilité du Kwoon sur les réseaux sociaux quand un éclat infecte les téléphones et fait entrer le monde virtuel dans la vie réelle.                                                | 16 novembre 2022   |
| 22                  | Jade noir                  | Xin Qi, la mère de Jun, est devenue de l'électricité et essaie de communiquer avec eux. | 16 novembre 2022   |
| 23                  | La Vie en rose             | Jun se rapproche des examens finaux et elle broie du noir. Elle trouve des lunettes infectées par un éclat et devient trop optimiste et ne cherche plus à arrêter le Spectre Rouge.                                  | 23 novembre 2022   |
| 24                  | Transparence               | Un fragment a rendu tout le monde invisible à Ban Tang. | 23 novembre 2022   |
| 25                  | Lune rouge                 | L'éclipse de lune de Ban Tang est le meilleur moment pour tenter de rendre un corps à Xin Qi mais les fragments apparaissent de plus en plus fréquemment et le Spectre Rouge veut se débarrasser d'elle pour de bon. | 30 novembre 2022   |
| 26                  | Jade infinie               | Le Spectre Rouge a trouvé trois éclats et est plus puissant que jamais et Lan se sent trahi par les Beasticons et se met à douter.                                                                                   | 30 novembre 2022   |

## Développement
L'univers de la série est inspiré par la mythologie chinoise. La série a été créée par Chloe Miller et la productrice exécutive Corinne Kouper sur un concept de M. Pongo Kuo. La série a été co-développée par Mary Bredin avec M.J. Offen comme scénariste et Ghislaine Pujol comme Directrice d'écriture. Une partie de la fabrication de la série a lieu au studio TeamTO en Auvergne-Rhône-Alpes. Le développement a commencé en 2011.
Le concept original de la série avait un protagoniste masculin avec Lan Jun comme meilleure amie. Après que Chloe Miller ait rejoint le projet, Lan Jun est devenue le personnage principal de la série. Dans son processus de création, ils en ont fait une "fille ordinaire". Miller et Kouper ont rendu la série plus comique et l'ont centrée sur la famille et l'héritage.
La série est surtout inspirée des films de kung-fu, des bandes dessinées de super-héros et des animés de "magical girl". La série se passe dans la ville fictionnelle de Ban Tang inspirée par Taiwan. Les personnages secondaires et les méchants ont aussi été approfondis. La série clible une tranche d'âge de 6 à 12 ans.
Le style artistique de la série a un aspect minimaliste. Il est animé avec des graphismes 2D faits par le directeur artistique Pierre Croco.
La série a été co-dirigée par Denis Do, un pratiquant d'arts martiaux. Pour aider les artistes de storyboard, les producteurs exécutifs ont filmé les scènes d'action à la caméra, certaines de ces scènes ont été tournées par des pratiquants d'arts martiaux français. Les chorégraphies de la série ont été inspirées par des films comme Tigre et Dragon.
Les producteurs ont eu du mal à trouver des comédiens de doublage avec des voix asiatiques en français, l'École Cartoucherie Animation Solidaire de TeamTO a travaillé avec Frog Box pour effectuer un cours de doublage.
TeamTO a révélé une bible d'écriture de la série à la conférence Kidscreen en 2016.
La série a été renouvelée pour une seconde saison en juin 2023.

## Diffusion
La série est diffusée en France depuis 2022 sur France 4 et Okoo et sur Cartoon Network depuis le 6 mars 2023,. En Belgique, la série est diffusée sur Ouftivi.
La série est diffusée en Amérique latine, en Europe, au Moyen-Orient et en Afrique sur HBO Max et Cartoon Network.
La série est diffusée sur Super RTL en Allemagne.
En Australie, la série est diffusée sur ABC Me et ABC iView.
Au Canada, la série est diffusée sur Family depuis le 8 septembre 2023. Au Québec, la série est diffusée sur Télémagino depuis le 3 septembre 2024 et dans la Zone Jeunesse de Télé-Québec et ICI TOU.TV.